# Varga Zsuzsanna (kézilabdázó)
Varga Zsuzsanna, férjezett nevén Csenki Györgyné (Budapest,  1940. október 2. – Vecsés, 2022. június 8.(k. n.)) világbajnoki aranyérmes magyar kézilabdázó, 47-szeres magyar válogatott, BEK-döntős, ötszörös magyar bajnok.

## Élete
Édesapja labdarúgó, édesanyja kézilabdázó volt. Férje Csenki György (?–1989), akivel 1963-ban házasodott össze. Gyermekei, Csenki Csilla, Csenki Judit és Csenki Balázs mindannyian kézilabdázók voltak, később kézilabdaedzők lettek.
Irodai szakiskolát, majd vendéglátóipari szakközépiskolát végzett, 1974-ben a Testnevelési Főiskolán edzői oklevelet szerzett. 1988-ig általános iskolai tanár, 1974–1988 között a Vasas kézilabda-szakosztályának ifjúsági szakágvezető edzője, 1990-től vállalkozó volt.

## Sportpályafutása
1952-től az azóta már megszűnt Tüker SC-ben kezdett kézilabdázni, nevelőedzője Kormos Mátyás volt. 1957-ben a Budapesti Vörös Meteor csapatához került. 18 évesen már válogatott volt. Első válogatott mérkőzése 1961. június 24-én Olomoucban a Csehszlovákia elleni 9–3-as győzelemmel végződött mérkőzés volt. Eredetileg balszélsőként játszott, de az igazi posztja a beállós lett. Tagja volt az 1962-ben Brassóban rendezett 2. szabadtéri női kézilabda-világbajnokságon 5. helyezést elért magyar válogatottnak, ahol a nyitómérkőzésen Japán ellen két gólt szerzett.
1962-ben már a Budapesti Spartacus csapatában játszva szerezte első országos bajnoki címét, és ugyanebben az évben megnyerték a Magyar Népköztársasági Kupát (MNK) is. A Bajnokcsapatok Európa Kupája 1963/64-es szezonjában a 3. helyen végeztek. 1964-ben a Spartacus csapatával megvédték országos bajnoki címüket, és a magyar válogatottal pedig csak gólaránnyal maradt alul, és ért el 2. helyezést a Tasmajdan Kupa nemzetközi tornán Belgrádban. 1965-ben a Spartacus csapatával 2. helyezést ért el a Bajnokcsapatok Európa-kupájában.

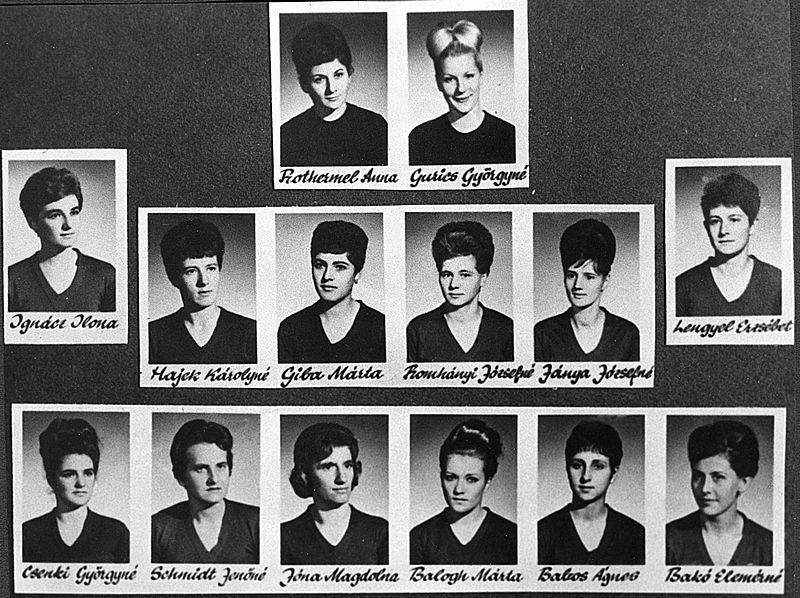
Az 1965-ös világbajnok női kézilabda-csapat

Sportpályafutásának legnagyobb sikerét 1965-ben érte el, amikor tagja volt a világbajnok magyar női kézilabda válogatottnak.  Ebben az évben a Spartacus csapatával ismét országos bajnok lett, az MNK-ban pedig 3. helyezést értek el. A Bajnokcsapatok Európa Kupája 1965/66-os sorozatában a 3. helyen végeztek. 1966-ban a csapat csak 2. lett a bajnokságban, de megnyerték a Magyar Népköztársasági Kupát, 1967-ben azonban ismét megszerezték a bajnoki címet, 1968-ban és 1969-ben pedig a magyar kupát hódították el ismét. Utolsó válogatott mérkőzésére 1968. december 22-én Moszkvában került sor, amelyen Bulgáriát verték 7–3 arányban. 1969. augusztus 20-án másik négy világbajnok társával (Elek Gyuláné, Ritter Dezsőné, Schmidt Jenőné és Hajek Károlyné) együtt a Balaton Kupán búcsúzott el a válogatottól.
1969-ben átigazolt a Vasas csapatához, és új csapatával a bajnokság 3. helyén végeztek, majd megnyerték a Magyar Népköztársasági Kupát, amelyen 1970-ben a 2. helyet szerezték meg. 1973-ban a Vasas csapatával országos bajnoki címet szerzett.

## Sportvezetőként
1974–1988 között a Vasas kézilabda-szakosztályának ifjúsági szakágvezető edzője volt. A Vasas Serdülő I gárdájával 13 év alatt 19 bajnoki aranyérmet, utolsó évében 1987-ben két aranyérmet is nyert. Ezt követően egy iskolába ment tanítani. 1990-ben a Goldberger edzője.
1993-ban megbízták a magyar serdülő lány válogatott irányításával. Tíz éven át a leány serdülő nemzeti válogatott mestere, s közben a hazai kézilabda-szövetség utánpótlás-bizottságának elnöke is volt. 1996-ban a Budapesti Spartacus női kézilabdacsapatának megbízott edzőjeként dolgozott. 2022–2005 között a székesfehérvári kézilabda utánpótlás szakág felépítője. 2006-ban Vecsésre költözött, és tíz év alatt megteremtette a helyi utánpótlást. 2020-ban elvállalta a KSI kézilabda-szakosztályának felépítését.
Tanítványai voltak a később válogatottságig jutó Szűcs Gabriella, Bulath Anita, Herr Orsolya, Tomori Zsuzsanna, Szucsánszki Zita, Soós Viktória, Nagy Ivett, Bódi Bernadett, Őri Cecília, Szrnka Hortenzia, Gál Adrienn.

## Díjai, elismerései
- 1965: Az év magyar csapata
- A Magyar Sportért Emlékérem arany fokozata[18]
- MOB-díj (2010)[19]